# Балх (река)
Балх или Балхаб (в горното течение – Дарагез или Банди Амир) (на персийски: دریای بلخاب; на пущунски: د بلخ سیند) е река в северната част на Афганистан, губеща се в пясъците на Бактрийската равнина, с дължина 471 km и площ на водосборния басейн 19 200 km². Река Балх води началото си под името Таргайбулак от северния склон на хребета Баба (най-високата част на Средноафганските планини) на 3718 m н.в. в провинция Бамиян. След като премине през езерото Банди Амир, вече под това име тече на югозапад, северозапад, а след това – на североизток и накрая на север в тясна планинска долина, с редуващи се долинни разширения. Южно от град Балх реката излиза от планините и навлиза в Бактрийската равнина, където се разделя на десетки ръкави, образува т.нар. вътрешна делта и водите ѝ постепенно се губят в пустините пясъци на равнината на 274 m н.в., на около 25 km преди да достигна левия бряг на река Амударя. Основни притоци: леви – Зори, Кашанара, Тарпач; десни – Чащ, Тахши, Даръян Сур (най-голям приток). Подхранването ѝ е предимно снежно, с ясно изразено пролетно-лятно пълноводие. Средният годишен отток е 54,3 m³/s. Водите ѝ се използват за напояване. В пределите на вътрешната ѝ делта са разположени градовете Мазари Шариф и Балх (Вазирабад).